# 기술적 특이점
기술적 특이점(技術的特異點, 영어: technological singularity, TS)은 인공지능(AI)의 발전이 가속화되어 모든 인류의 지성을 합친 것보다 더 뛰어난 초인공지능이 출현하는 시점을 말한다. 즉, 특이점이란 미래학에서 문명의 미래 발전에 가상 지점을 뜻하는 용어로서, 미래에 기술 변화의 속도가 급속히 변함으로써 그 영향이 넓어져 인간의 생활이 되돌릴 수 없도록 변화되는 기점을 뜻한다. 미래연구에 있어서 인류의 기술 개발 역사로부터 추측하여 얻을 수 있는 미래 모델의 정확하고도 신뢰할 수 있는 한계인 「사상의 지평선」을 가리킨다.
대표적인 특이점 주의자인 버너 빈지(Vernor Vinge)의 경우 특이점의 도래를 2005년으로 추산하였으나 20세기에 비해 21세기의 기술적 진보가 크게 약화됨으로써 기술적 특이점의 도래에 대한 가상 이론이 재논의 되었다. 인공지능 과학자 겸 미래학자인 레이 커즈와일(Ray Kurzweil)은 현재의 인공지능 발전 속도를 고려할 때, 서기 2040년 경에 인공지능이 특이점에 도달할 것이며, 특이점 이후 인류는 인공지능에 의해 멸종하거나 혹은 인공지능 나노 로봇의 도움을 받아 영생을 누릴 것으로 예측하였다.

## 기본 개념
특이점이라는 단어가 일반적으로 어떤 기준이나 기존의 해석이 적용되지 않는 지점을 뜻한다고 보았을 때, 기술적 특이점은 바로 문명 그 자체에서의 특이점이라고 보아도 무방한 만큼 기술적 특이점을 지지하는 미래학자나 과학자, 철학자들(이들은 통칭 특이점 주의자라고 불린다)은 이러한 특이점이 인간-기계 인터페이스의 발전 혹은 유전공학기술의 발전, 인공지능의 발전과 더불어 출현할 것이라고 기대하고 있다. 계산기의 발전과 함께 도래한 특이점에의 기대는 수확 가속의 법칙(기술적 진화가 생물학적 진화의 뒤를 이음으로써 진화의 가속적 속도가 유지되는 것)이나 무어의 법칙이나 트리즈의 기술 진보 법칙에 대한 확신을 가지고 더욱 확산되었다.

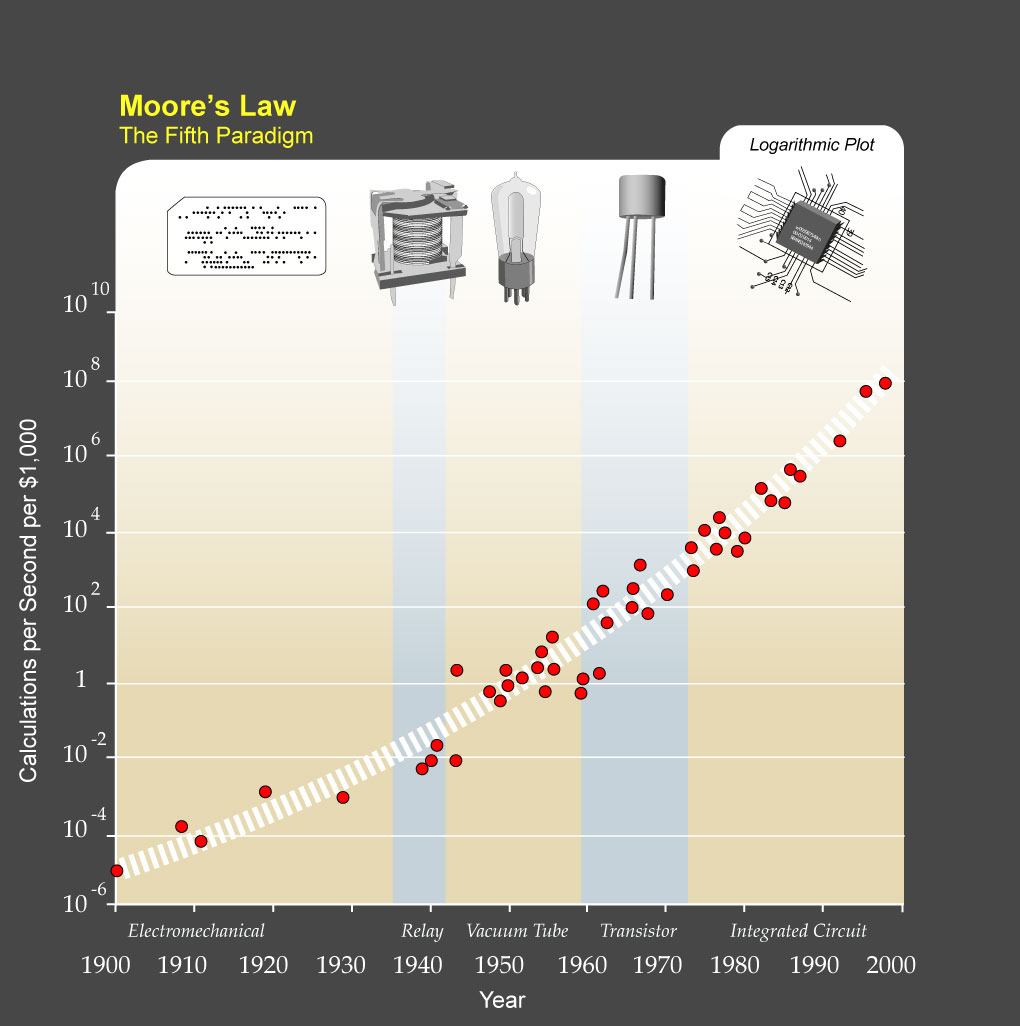
레이 커즈와일은 집적회로나 트랜지스터 개발 기술 발전에 그치는 무어의 법칙을 넘어 기술 성장이 패러다임의 변화를 이끌고 있다는 사실을 나타내기 위해 그의 저서에서 이 도식을 발표했다. 그는 그래프와 같이 기술의 성장은 계속 이어질 것이며 가까운 미래에 컴퓨터의 계산능력이 상승함을 통해 인간의 지능을 초월하는 인공지능이 도래할 것이라고 예측하고 있다.

특이점에 대해서 가장 많이 이해하고 있다고 알려진 사람들, 예컨데 버너 빈지나 레이 커즈와일과 같은 미래학자들의 대부분은 초지능이 기술적 창조를 한다는 개념을 풀이함과 함께 이러한 초 지능의 기술적 창조 능력은 기하급수적으로 빨라져 우리의 인지 능력의 범위를 벗어나기 때문에 그 의도나 능력을 상상하거나 짐작하기 어렵고, 이 때문에 현재 인간이 미래 기술적 특이점을 예측하기는 어렵다고(혹은 불가능하다고) 주장한다.
기술적 특이점이라는 용어가 '초지능을 만들어 낼 수 있다면 인간은 더 이상 미래의 발전 속도를 예견하지 못할 것'이라고 주장한 미래학자 버너 빈지로부터 만들어진 이후 몇몇 SF작가들은 기술적 특이점이라는 단어를 나노 기술과 같은 새로운 기술에 의해 야기된 급진적인 변화를 나타내는 광범위한 단어로 사용해왔다. 그러나 특이점 지지자들에 의하면 버너 빈지를 비롯한 다른 유명한 미래학자들이 기술적 특이점과 초지능을 분리해서 사용하지 않더라도 단순한 변화는 기술적 특이점과 같지 않다고 본다. 기술적 특이점이 현대와 같이 지능 폭발의 개념까지 포함하게 된 것은 1965년 어빙 존 굿이 그의 논문에서 언급한 이후이다. 미국의 생물학자 파울 에리히는 2008년 그의 논문에서 비록 기술적 진보의 가속이 이루어지더라도 인간의 두뇌가 근본적으로 진화하지 않는다면 가속의 속도가 제한될 수 밖에 없다는 점을 지적한다. 따라서 특이점 주의자들은 인간 지능을 통한 기술의 창조로서의 특이점 뿐만이 아닌 지능 폭발 개념으로서의 특이점을 주장하고 있다. 그들은 컴퓨터나 다른 기술력의 발전을 이용한 궁극적으로 인류보다 더 지능적인 기계를 만들 수 있을 것이라고 예측한다. 만약 초지능이 만들어진다면 인간의 지능 확장이나 인공지능의 발명 또한 가능해진다고 볼 수 있으므로 결국 초지능의 창의성은 재귀적인 자기계발을 통해 기하급수적인 기술 발전으로 이어진다.

### 특이점주의자
기술적 특이점의 도래를 믿는 대표적인 미래학자 레이 커즈와일은 자신과 같이 특이점을 믿는 사람들을 특이점주의자(영어 : Singularitarians)라는 이름으로 부를 것을 주장했다. 그의 저서에 따르면 특이점주의자는 단순히 특이점을 지지하는 것을 넘어서서 특이점을 정확하게 이해하고 특이점이 삶에 미치는 영향력을 고려하는 사람만이 특이점주의자라고 불릴 수 있을 것이라고 설명한다. 따라서 그는 그가 수동적 특이점주의자라고 부르는 사람들이 특이점 앞에서 현실의 삶을 초연하게 바라보는 것을 크게 비판하며 특이점 앞에서 현실의 삶에 대해서 제대로 고찰해야 한다고 설명한다. 예를 들어, 그의 주장에 따르면 특이점주의자들은 트랜스 휴먼이 도래할 세상에 맞추어 본래의 육체를 소흘시 하는 사람이 아닌 현재 신체의 일시적이고 가변적인 특성을 이해함과 동시에 트랜스 휴먼의 문제에 대해서 능동적으로 대처하는 사람들이다.
레이 커즈와일과 마이클 심슨을 비롯한 특이점주의자들은 2008년 실리콘 밸리에 급속한 기술적 특이점에 대응할 수 있는 경영, 기술 지도자를 양성하기 위한 목표를 두고 싱귤래러티 대학교를 설립했다.

### 수확 가속의 법칙
레이 커즈와일은 1999년 그의 저서 「The Age of Spiritual Machines」에서 수확 가속의 법칙, 또는 수확 체증(遞增)의 법칙이라는 개념을 도입했다. 인류의 진화 과정을 전 범위에서 살펴본다면 알 수 있듯 인류의 발전은 항상 가파르게 증가해왔다. 그는 이러한 관점을 2001년 그의 논문 제목으로 두고, 무어의 법칙과 트리즈의 기술 진보 법칙을 확장하여 기술의 기하 급수적인 성장을 설명하려고 했다.
기술의 새로운 발전은 우리가 맞닥뜨리는 기술 장벽을 넘어설 수 있도록 한다는 것에 미루어 레이 커즈와일은 이러한 패러다임의 변화는 일반적인 현상이라 주장했다. 그의 논문 도입부에 따르면 이러한 수학 가속의 법칙에 의해 기술적 특이점은 21세기가 끝나기 전, 2045년 전후로 발생한다고 본다.
기술 발전의 역사적 분석은 일반적으로 생각하듯 직선 상승형 그래프가 아닌 곡선 그래프로 그려지므로 인간의 발전은 일정한 간격을 두고 균일하게 일어난 것이 아닌 기하 급수적인 성장을 보여준다. 무어의 법칙이 집적회로의 개선으로 보여 주는 것과 같이 이러한 비용 효율성도 마찬가지로 기하 급수적인 성장을 보여주는데, 이는 특이점과 연결되어 인간의 지능을 능가하는 기술의 변화로 이어지게 된다. 개인적인 사건으로서의 기술 개발은 S형 곡선으로 이루어지지만 하위 패러다임을 깨뜨리는 전체적인 틀에서 기술 발전을 바라볼 때 연속적인 기하급수적 그래프로 그려진다.
커즈와일에 따르면 진화의 시작점부터 인간과 같은 고등 생명체일수록 발전 속도는 빨라졌고, 짧은 패러다임의 변화 과정을 거쳐 새로운 생명체로 거듭나왔다. 이러한 관점에서 우리의 언어나 숫자, 철학과 과학은 우리가 쌓아올린 기술력의 발전을 유전 계보와 같이 이어주는 다리의 역할을 한다고 본다.

## 배경과 역사
기술적 특이점의 개념은 1847년 Primitive Expounder 잡지의 편집장이었던 리차드 손튼이 기계식 계산기의 발명을 보고 자신의 책에 남긴 문장에서 처음 언급된다.
그런 기계(계산기)는 두뇌를 쓰지 않고 버튼을 누르는 것만으로 문제의 답을 도출해낸다. 이것이 학교에 들어온다면 계산 없는 인간이 만들어지는 폐해가 일어날 것이다.
설상가상으로 이 기계가 발전해서 인간이 이 결함을 바로잡는 방안을 생각할 수도 없는 채로 인지의 이해를 넘은 개념을 만들어 낸다면!

1938년 미국의 건축가 겸 미래공학자 리처드 풀러는 화학, 보건 및 전반적인 산업 영역에서 점점 더 적은 노력을 통해 큰 효율성을 낼 수 있는 기술이 생길 것이라는 예측을 ‘단명화'라는 개념을 통해 소개했다.

1951년 앨런 튜링은 인간의 지적 능력을 능가하는 기계의 발명 가능성을 언급했다.
생각하는 기계가 발명될 수 있다면 인간의 지능을 금세 따라잡을 수 있을 것이다. …(중략)… 그 시기가 온다면 새뮤얼 버틀러가 그의 소설 에레혼에서 쓴 것과 같이 기계가 권력을 쥐게 될 것이다.

인류 역사의 구조를 단절시킬 수 있는 사건으로 처음 특이점을 언급한 사람은 존 폰 노이만이다. 그는 1958년 5월 수학자 스타니와프 울람과 함께 필연적인 특이점의 도래에 대해 논쟁했고, 이후 1965년 어빙 존 굿이 인간의 개입 없이 다음 세대를 설계하는 지능형 기계에 의해 초래될 ‘지능 폭발’에 대해 언급했다. 이 주장은 특이점주의자로부터 지배적으로 형성되고 있는 인공지능을 통한 특이점의 개념을 구체화시키는 계기가 되었다.
인공지능은 인간의 지능을 초월할 수 있는 시스템을 의미한다. 이러한 인공지능의 발전은 스스로의 지적 능력의 일부가 되므로 결국 과학의 급속한 발전을 이루어 낼 것이며 결국 인공지능은 인간이 만들어낸 마지막 발명품이 될 것이다.

1983년 제럴드 호킨스는 그의 저서 「Mindsteps to the Cosmos」에서 기존의 세계관으로 돌이킬 수 없는 극적인 변화 혹은 그 변화에 이르기 위한 방법론으로써 특이점의 관념을 명확하게 하였다. 그는 인류의 역사에서 5가지 단계가 존재하며, 각각의 단계에서 개별적인 발명들이 집합함에 따라 상위 단계로 올라갈 수 있으며 그 단계에 오르는 속도는 더욱 더 빨라지고 있다고 지적했다. 그는 다음 단계가 2021년 이후 2053년 안에 이를 것이라고 추정했다.

같은 해 1월 호에 발간한 잡지에서 수학자 겸 작가 버너 빈지는 어빙 존 굿의 지능 폭발 개념을 대서특필함으로써 창조하는 지능적 기계의 발명이라는 특이점의 개념을 최초로 대중화했다.
인간들은 곧 우리의 지능보다 더 뛰어난 지능을 가진 기계를 발명해 낼 것이다. 그리고 이러한 발명이 이루어질 때 우리는 특이점의 시대를 맞아들이게 될 것이다. 블랙홀의 중심에서 더 이상 되돌아 갈 수 없는 사상의 지평선이 이루어지는 것과 같이, 우리는 더 이상 이전의 무지의 상태로 되돌아 갈 수 없게 될 것이다.

1984년 유명한 SF 작가 새뮤얼 딜라이니는 그의 SF소설에서 문화적 푸가라는 플룻 장치를 사용했다. 미래 사회를 배경으로 한 이 소설에서는 기술과 문화가 복잡해지는 전환기속에서 이러한 전환을 이해하지 못하고 보수적인 안정을 추구하려는 소설 속 캐릭터들의 삶이 특이점의 영향을 통해 파괴되는 장면을 보여준다. 버너 빈지 또한 1992년에 발표한 SF소설 「심연 위의 불길」을 통해 이미 신과 동등하게 변한 생명체가 존재하는 포스트 휴먼의 시대 속에서 특이점 이전의 삶 속 인간이 존망의 위기를 맞는 내용을 신화적 상상력과 더불어 나타내고 있다.

컴퓨터 공학자 한스 모라벡은 1988년 그의 저서 「마음의 아이들」에서 무어의 법칙을 미래의 인공적 삶을 예측하는 방향으로 일반화했다. 모라벡은 2030~2040년 안에 로봇이 새로운 인공생명으로 진화할 것이라는 시나리오를 구상했다. 그는 그의 저서 「로봇」에서 무어의 법칙을 기반으로 한 로봇 기술의 발전 과정을 생명이 진화하는 과정과 등치에 놓고 설명했다.

1993년 버너 빈지는 「다가오는 기술적 특이점」이라는 제목의 논문을 발표했다. 이 논문은 당시 인터넷의 확산과 함께 퍼져나가 특이점이라는 개념이 대중화되는데에 기여했다. 버너 빈지는 이 논문에서 특이점이 발생할 수 있는 4가지의 가설을 예측했다. 인공지능의 발명, 데이터베이스의 활용, 인간 지능의 확장, 인간-기계 인터페이스 개발이 그것이다. 버너 빈지는 인간 초월적인 지성을이 창조물을 만들어내는 과정을 예측해 본다면 인간을 창조한 창조자보다 더 빠른 속도일 것이라고 주장했다.

2009년 레이 커즈와일, X-Prize의 창립자 피터 디아만디스를 비롯한 몇몇 특이점주의자들은 캘리포니아주 마운틴 뷰에 설립된 NASA의 연구 센터를 기초로 싱귤래러티 대학을 설립하였다. 싱귤래러티 대학은 예측하기 어려운 특이점을 직면하고 기하 급수적으로 늘어날 기술 발전을 촉진하는 지도자를 양성하는 것을 목표로 삼고, 구글이나 기술 산업 지도자 그룹의 재정 지원을 통해 컴퓨터 공학을 비롯한 생명 공학의 커리큘럼의 교육을 실시하고 있다.

## 주요 쟁점

### 특이점이 이루어지는 방향
특이점주의자들은 이러한 특이점이 GNR 혁명이라는 이름을 가진 기술 혁명을 통해 이루어진다고 주장한다. GNR은 유전 공학(Genetic engineering), 나노 기술(Nano-technology), 로봇 공학 및 인공지능(Robotics)의 약어로, 특이점주의자들은 유전 공학을 통해 생물학의 원리를 파악하고, 나노기술을 이용하여 그 원리들을 자유자재로 조작할 수 있게 되면 그 자체가 특이점의 도래일 것이라고 말한다. 버너 빈지가 그의 저서에서 설명한 것과 같이 특이점주의자들은 이러한 특이점의 시작은 인공지능 기술의 진보, 인간 지능의 확장, 데이터베이스의 중첩이 될 것이라고 설명한다.

#### 인공지능 기술의 진보
인공지능은 이러한 주장에서 가장 큰 지지를 얻는 기술 혁명의 한 부분이다. 특이점주의자들은 기본적으로 강한 인공지능 입장을 지지하며 적절하게 프로그램화 된 기계가 실제로 인지적인 정신 상태일 수 있다고 주장한다. 특이점 주의자들이 설명하는 강 인공지능은 로봇 공학과 긴밀한 관계에 있다. 이러한 인공지능 기술은 뇌 역분석을 기반으로 인간의 뇌를 부호화-패턴화 할 수 있다는 믿음에 기반한다. 컴퓨터 공학자 한스 모라벡은 인공지능 연구에 적용할 수 있는 기술의 진화가 1990년부터 매 해 2배씩 증가했다는 사실을 토대로 인공지능의 도래가 멀지 않았다는 사실을 구체화했다.
강한 인공지능의 현실성에 대한 철학적 반박들과 그에 대한 비판에 맞서 특이점주의자들은 수많은 기술 패러다임이 비현실적인 공상에서 시작했다는 점을 지적한다. 그들에 따르면 나노기술 또한 처음 나노에 대한 개념이 도입되었을 당시에는 생소한 개념이었으며 수 많은 비판을 마주했다고 주장한다. 인공지능을 연구하는 공학자, 과학자들은 이미 뇌 역학과 대뇌 시뮬레이션을 통해 인간의 계산 능력을 선회하는 지능을 기계가 가졌다고 설명하며 몇십년 안에 튜링 테스트를 통과할 수 있는 강력한 인공지능이 개발될 것이라고 주장한다.

#### 인간 지능의 확장
뇌 과학자들은 이미 뇌의 각 부분을 분석해 그 기능과 작동 방식, 패턴을 뇌 지도로 그려내고 있다. 유전자 기술은 이보다 더 진보되었는데, 1990년에 시작된 인간 게놈 프로젝트(HGP)가 2003년 4월 12일에 완료된 이후 유전자 정보는 99% 밝혀져 포스트 게놈 시대가 도래했으며 유전자 지도를 파악하는데 드는 비용은 5억 달러에서 이미 천달러 수준까지 떨어지고 있다. 이러한 인간 신체 지도의 완성은 우리 몸의 뉴런 설계에 더욱 가까워지게 만들었고 뇌의 영역 설계는 뉴런 설계보다 간단하다.
인간 지능의 확장을 주장하는 특이점주의자들은 뇌 스캔과 뇌 역분석을 통해 대뇌 신경망을 완벽하게 파악할 수 있다면 인간 신체 부위를 대체하는 것 뿐만 아니라 뇌까지도 인공신경망으로 대체할 수 있다고 말한다. 그들은 현재의 슈퍼 컴퓨터로도 뇌의 전반적 연산 속도와 기억 용량만큼 뇌 구조를 시뮬레이션 할 수 있다고 설명한다. 특이점주의자들은 이미 기계는 신체적 조건을 대체할 수 있으며 '자기 치료 시스템'이라고 불리는 새로운 기술을 도입할 수 있다면 인간의 사고 과정과 동일한 연산 재 배선을 이루어 낼 수 있다고 주장한다.

#### 데이터베이스의 이용
특이점주의자들 사이에서는 이미 특이점은 이루어지고 있고, 그 기반은 데이터베이스가 될 것이라고 주장하는 사람들도 있다. 그들은 우리가 가지고 있는 정보들은 이미 전부 데이터로서 기계 안에 저장되어 있다고 설명한다. 그들의 주장에 따르면 구식 기술로 저장된 데이터가 최신 하드웨어로 바뀌는 구간에서 본질적인 차이가 생기지 않는 한 그러한 자료는 끊임없이 가산된다. 예를 들어, 구글과 같은 회사는 쉬운 인터페이스와 회원 가입을 기반으로 62%의 인터넷 검색 점유율을 달성하고 있으며 구글의 자료는 전부 이미지 캡처를 통해 자동으로 저장된다. 아이작 아시모프의 유명한 SF 단편소설 「최후의 질문」에서는 이렇게 시간의 흐름과 같이 중첩되어 쌓이는 데이터를 기반으로 인공지능과 결합한 형태의 기술이 중심 패러다임으로 형성되고 있는 미래를 그려내고 있다.

#### 유전자 기술
인간의 게놈은 다른 전자 기술과 똑같이 2진 부호의 서열로 구성되어 있다. 이러한 인간 게놈의 용량은 모두 30억 개의 DNA 발판으로 이루어져 있고 이러한 발판은 2비트로 암호화되어 8억 개의 정보량을 가진다. 그러나 이 가운데서 유전 암호를 가지지 않은 비부호화 DNA(Intron DNA)와 중첩된 부분을 제거하면 3천만~1억 바이트 정도 뿐으로 이마저도 통상의 압축 알고리즘을 적용하면 1억 바이트 안쪽으로 정보량을 추산할 수 있다.
현재 우리가 사용하고 있는 소프트 웨어 프로그램의 용량은 대개 1억 바이트 안쪽으로 이루어져 있다. 따라서 특이점 지지자들은 21세기 초 인간 유전자 지도의 완전한 해독이라는 성과를 바탕으로 인공적인 DNA 번역을 통해 단백질 접힘을 시뮬레이션 할 수 있을 것이라고 주장한다. 특이점 지지자들은 이렇게 단백질 접힘을 시뮬레이션 할 수 있다면 DNA 서열이 어떻게 생명과 질병을 통제하는지 알 수 있고 따라서 질병에 관한 약품의 개발 속도가 기하급수적으로 뛰어오를 것이라고 추산한다. 예를 들어, 잘못된 단백질의 쌓임 현상이 낳은 알츠하이머병과 같은 현대의 불치병 또한 치료할 수 있을 것이라고 본다.

##### RNA 간섭
RNA 간섭 혹은 RNAi라고 불리는 기법은 특정 유전자의 mRNA를 막음으로서 발현을 억제하고, 단백질 생성을 막는 방법이다. 우리 몸 안에서 단백질을 통해 형성되는 바이러스나 암은 RNA를 통해 유전자 발현 과정을 거친다. 따라서 특이점주의자들은 이러한 RNA 간섭 기술을 통해 우리의 유전병을 정복할 수 있을 것이라고 예측한다. 대개 유전자는 한 개의 쌍으로 존재하고, 유전병은 하나의 유전자 꼬임 속에 내재되어 있으므로 특정 유전자에서 전사된 RNA에 다른 이중나선 DNA를 합성하여 유전자 발현을 억제하는 대신 나머지 유전자를 남겨둔다면 필수 단백질을 별 다른 유전병의 발현 위협 없이 합성할 수 있다.

##### 세포 치료
치매나 백혈병, 당뇨, 파킨슨병과 같은 난치병들 중에는 세포의 변이나 사멸로 인한 질병이 대다수이다. 이러한 퇴행성 질병의 경우 세포 치료법을 이용해여 치료하는 경우가 많다. 특이점주의자들에 따르면 줄기세포 연구와 같은 세포 연구는 생명 공학 연구의 일부분이며 유전자 DNA 지도를 완벽하게 구조화할 수 있다면 세포분화 치료 혹은 세포복제 치료를 통해 환자 자신의 DNA를 지니고 텔로미어가 연장된 세포를 공급할 수 있을 것이라고 본다. 예컨데 현재 당뇨병 치료에 쓰이는 거부반응 제어제가 위험한 부작용을 일으킬 가능성이 있는 반면 이러한 세포 치료는 부작용 가능성을 급격히 낮출 수 있다. 이러한 세포 치료는 단순히 난치병의 치료에만 그치는 것이 아니라, 교차분화 기술을 이용한 새로운 신체 기관으로의 교체를 가능하게 한다.

##### 유전자 칩
유전자 칩이라는 개념은 DNA 유전자 지도의 완성과 맥을 같이 해왔다. 미국의 생명공학 벤처기업 시쿼놈이 유전자 검사를 상용화 한 이래로 인간의 게놈 지도는 반도체칩이나 유전자 카드의 형태로 저장될 수 있게 되었다. 결과적으로 이러한 유전자 칩은 휴대 가능한 개인의 프로파일이 되며 유전병이나 몸 이상의 동시 다발적인 치료를 꾀할 수 있다.

### 트리즈-무어의 법칙
- 무어의 법칙
- 트리즈 기술 가속 그래프

트리즈-무어의 법칙은 특이점 주의자들이 기술적 특이점에 대한 논의에서 빠뜨리지 않고 언급하는 도표이다. 특이점 주의자들은 그러나 무어의 법칙을 기반으로 한 특정 기술의 개발은 점차 그 한계 속도를 갖는다고 인정하면서 기술적 특이점이 이루어지는 기술 근간은 포괄적인 기술 전반에서 이루어질 것이라고 예측한다. 레이 커즈와일은 그의 저서에서 집적회로와 트랜지스터의 압축률이 이제 한계에 다다른 것을 설명하며 수확 가속 법칙이라는 새로운 가설을 발표했다. 그의 도표에 따르면 개별 동물이 도구를 사용하거나 만들어내는 기술은 가속적으로 이루어지다가 이내 소멸하지만, 전체에서 기술 발전은 결과적으로 급격한 가속을 보인다.

### 영향
특이점 주의자들은 기술적 특이점이 도래하면 인간이 지닌 기억과 대뇌 처리속도의 한계나 신체의 한계(노화와 질병)를 극복할 수 있다고 주장한다. 레이 커즈와일은 생명공학, 유전공학 기술을 이용한다면 나노봇 같은 나노기술을 활용하여 인체의 장기를 보강하교 교체하는 단계까지 나아갈 수 있다고 말한다. MIT 인공지능연구소 소장인 로드니 브룩스는 그의 저서 「로봇 만들기」에서 '기계는 좀 더 인간 같아질 것이고, 인간은 좀 더 기계와 같게 될 것'이라고 말했다.

#### 긍정적 영향
특이점 주의자들에게 인간의 육체는 가변적이고 한계를 안고 있는 매체이다. 이들이 생각하기에 인간의 생물학적 육체는 유지하고 관리하기 까다로우며 비효율적이고, 인간의 지능은 대개 창의적이지 못하고 보편적이다. 우리는 살아가면서 많은 신체적 위험을 감수해야만 하고 사실상 그러한 노력 또한 시간과 유전적 질병 앞에서 무력해진다. 따라서 그들은 특이점을 통해 생물학적 몸과 지능의 한계를 극복할 수 있을 것이라고 여긴다. 트랜스 휴먼이라고 불리는 포스트 휴먼의 문제가 바로 그것이다. 인간의 가변적인 육체에 만족하지 못하는 사람들은 스스로의 몸을 개선시키는 방향으로 발전하고자 했다.

##### 트랜스휴머니즘을 통한 신체적 한계의 극복
영국의 철학자이자 미래학자인 맥스 모어가 1990년 발표한 그의 논문 「Principles of Extropy」에서 처음 트랜스휴머니즘에 대해 설명한 이래로, 트랜스휴머니즘은 '현재 인간의 형태와 한계를 뛰어넘어 인간이라는 지능 생명체의 진화의 지속과 가속을 추구하는 생명의 철학'이라고 규정되었다. 옥스퍼드 철학과 교수이며 세계 트랜스휴머니스트협회의 창시자인 닉 보스트롬은 <트랜스휴머니스트 선언> 제8항에서 인류는 기억 및 집중력 지원기술, 생명연장 요법, 생식기술, 인체 냉동보존술 등 다양한 인간 능력 증강 기술을 활용하여 트랜스휴머니즘이 될 것이라고 명시함으로써 현재 인간의 모습이 발달의 끝이 아니라 오히려 초기 단계에 해당한다는 전제를 트랜스휴머니즘의 근간으로 두었다. 이러한 트랜스휴머니스트는 과학 기술을 통해 더 나은 인간이 될 수 있다고 주장하는 철학적 입장을 통해 보관됨 2007-05-01 - 웨이백 머신 신체적 한계를 기계를 통해 바꾸는 것을 긍정적으로 바라본다. 트랜스휴머니즘에 대해 앤더스 샌드버그는 '우리가 합리적 방법들을 활용하여 물리적으로, 심적으로, 사회적으로 좀더 놓은 단계로 발전할 수 있고 또 그래야 한다는 철학'이라고 설명했으며 미치 포터는 '우리가 인간 이상의 존재가 될 수 있고 또 그렇게 되어야 한다는 교설'이라고 정의내렸다.
후기인간이란 통합적 인공지능이라 할 수 있으며, 강화된 업로딩이기도 하며, 혹은 생물학적 인간에 대해 비록 미숙하지만 지속적으로 축적된 인간 능력 확대 과정의 결과물이다. 이 중 인간 능력 확대 과정의 결과물로써의 후기인간은 인간유기체에 대한 새로운 설계 혹은 진보된 나노기술 혹은 유전공학이나 정신약리학, 반 노쇠화 치료법, 신경 의사소통, 진보된 정보관리기법, 기억강화 약물, 입을 수 있는 컴퓨터, 그리고 인식 기법과 같은 다양한 기술들을 조합하는 것을 필요로 한다. …(중략)… 후기인간 사이에서는 기억과 경험이 직접적으로 공유되고, 높은 효율성, 양질의 다양한 방식으로 상호간 의사소통이 이루어진다. 후기인간들 사이의 경계는 아마도 현재 우리 인간들이 생각하는 것과는 크게 다를 것이다. 즉, 후기인간은 우리 인간의 현재의 상태로는 감히 상상하기조차 힘들 정도로 다양하고 새롭고 심오한 방법으로 그들 자신과, 그들의 세계를 형성할 것이다. <트랜스 휴머니스트 선언>

'신인류’로 불리는 포스트 휴먼은 기계, 기술과 융합된 인간을 뜻하는 트랜스 휴먼과는 맥을 달리한다. 트랜스 휴먼의 시대는 정보기술(IT), 인지과학, 나노기술, 생명공학의 발달로 기술이 인간의 몸속에 삽입되거나 생활에 밀착됨으로써 인간과 기계의 경계가 해체되는 시대이다. 그러나 신인류로 불리는 포스트 휴먼은 기계, 기술과 융합될 뿐만 아니라 물리적이고 인간적인 세계관과 철학에 그치는 트랜스휴머니즘을 넘어 사상적 변혁을 일으킨 인간을 가리킨다. 결국 트랜스 휴먼은 기술을 통해 지적 육체적 능력이 진화된 인간임과 동시에 포스트 휴먼으로 나아가는 과도기처럼 보인다. 트랜스 휴먼은 과학 기술의 급진적 발전과 이해를 근간으로 두며 호모 사피엔스의 역사와는 완전히 다른 시기로 접어드는 중간 단계이다. 인공지능, 로봇공학, 생명공학, 인간공학, 나노기술, 대체 에너지, 사이보그, 통신, 인체 통신, 우주 탐험, 가상현실, 수명 연장, 불멸 등의 무수한 미래학적 기술들은 필연적으로 신체적이고 정신적인 인간 진화를 이끈다. 특이점 주의자들은 이러한 미래학적 기술들이 결국 포스트 휴머니즘의 세계라고도 볼 수 있는 기술적 특이점, 모든 것이 하나의 단계로 귀결되는 통합의 시대로 나아가게 한다고 주장한다.

#### 부정적 인식
특이점 주의자들이 특이점이 도래한 미래를 긍정적으로 바라보는 반면 특이점이 가져오는 부정적 영향 또한 적지 않다. 특이점 주의자들이 말하는 신체 한계의 극복, 즉 트랜스 휴먼의 문제가 그렇다. 인간의 육체가 기계로 대체된다면 어디까지가 인간의 경계선인지, 사고의 중추가 되는 육체가 기계로 대체된다면 우리는 스스로를 감각의 생산자라고 말할 수 있는 지에 대한 문제는 과학 기술이 급변함에 따라 더욱 심화되어왔다. 이상욱 한양대 철학과 교수는 트랜스휴머니즘으로 인해 인간에 대한 개념이 뿌리채 흔들릴 것이라고 지적했다. 그는 몸 속에 온갖 장치를 집어넣고 뇌마저 컴퓨터로 돌아가는 존재를 과연 인간이라고 부를 수 있는지에 대해 의문을 제기하면서 동시에 트랜스휴머니즘의 의도대로 진행되기가 힘들 것이라고 한다. 인간의 특성은 보편적인 생각과는 다르게 유전자와 일대일 대응되지 않으며 유전자들 간의 상호 작용으로 이루어진다. 따라서 유전자는 둘러싸고 있는 세포 내 환경을 비롯해 사회적 물리적 환경에도 큰 영향을 받게 된다. 이러한 인간의 복잡성을 전제한다면 트랜스휴머니즘 자체가 큰 리스크를 내포하고 있다고 말한다.
이러한 트랜스 휴머니즘에 대한 염려는 신체적 리스크로서의 부정적 견해 외에 트랜스 휴머니즘이 가져올 정치 사회적 문제에서도 나타난다. 정치경제학자 프랜시스 후쿠야마는 트랜스휴머니즘을 두고 인간을 고등 인간과 저등 인간으로 나누고 우리가 주창하는 민주주의와 평등주의를 파괴할 수 있는 세상에서 가장 위험한 아이디어라고 주장했다. 그는“만약 인간에게 폭력적이고 공격적인 면이 없으면 자신을 방어할 수 없을 것이며 질투가 없다면 사랑에 빠지지도 않을 것”이라고 덧붙였다.
하버드 대학의 인식 과학자 스티븐 핀커와 전산학자 미치 카포와 같은 몇몇 저명한 사상가들은 '로봇이 성공적으로 인간을 흉내를 내는 것'에 대해 회의적인 의견을 보였다. 공중보건학자 제이 올샨스키 미국 일리노이대 교수는“역사상 영생을 추구했던 모든 이들은 다 죽었으며 수많은 과학자들이 예전부터 노화 방지의 꿈이 이뤄진다고 말해왔다”며 “과학의 발달로 생명이 연장되는 것은 사실이지만 드라마틱한 변화는 거의 없을 것”이라고 말한다. 그는 과학에 의해 인간이 영생한다는 말은 매력적으로 들리지만 인간 유전자를 펑크난 자동차 타이어를 갈아 끼우듯 할 수 없다고 설명하면서 과학을 만능으로 바라보고, 과학이 인간을 젖과 꿀이 흐르는 땅으로 데려갈 것으로 기대한다면 이것은 과학주의라는 또 하나의 우상이 되고 말 것이라 주장했다. 심지어 최근까지도 주요국 국방부에 의하면 근미래의 군인들이나 민간인들은 신적 존재가 아닐 가능성이 높으며 미래에도 여전히 시시하게 학살을 당할 확률이 높다.
정치적이거나 사회적인 문제도 특이점주의자들의 주장처럼 해결되지 않을 수도 있다. 레이 커즈와일 같은 급진적인 특이점주의자들이 주장하는 사고방식을 가진 존재가 되는 것을 꺼리는 사람들도 분명히 존재하기 때문이다. 심지어 그나마 비슷한 목적인 사람들도 마인드 리딩 같은 기술로 유유상종으로만 합체하여 여전히 불평등을 유발할 수도 있다. 특히 현재 관점에선 서울처럼 좋은 지역들이 다른 지역들보다 미래에도 우세할 것이라는 예측이 많으며 과거부터 현재까지는 미래가 그렇게 흐르고 있고 혈통이나 학벌로 단결한 집단 역시 사라지지 않을 가능성이 상당하다.

## 비판
특이점이라는 개념에 대해 가장 큰 비판은 일반인이 미국조차 능가한다는 식의 매우 과장된 주장들과 함께 정말로 특이점이라는게 있을 수 있느냐의 문제이다. 현재도 인공지능은 양적인 면에서나 활약하고 있으며 질적 난이도가 어려운 고도의 산업에서는 별로 도움이 안 되는 편이다. 심지어 특이점주의자들이 특이점으로 접어드는 가장 큰 요인이 될 것이라고 주장하는 강한 인공지능은 인식론적 입장에서 비판될 수 있다. 또한 신학자들이 비판하는 '창조자적 입장의 기계'의 문제와 더불어 무어의 법칙을 비롯한 기술 성장 그래프가 더 이상 지금과 같은 성장 속도를 기록하지 못할 것이라는 통계학자들의 예측 또한 이러한 특이점의 개념을 반박한다. 미래학자들의 특이점 예측은 하버드 대학 교수 겸 인지 과학자 스티븐 핀커를 비롯한 많은 학자들의 비판을 맞닥뜨리고 있다. 스티븐 핀커는 다음과 같이 말한다.
 "특이점이 온다는 것을 믿을 이유는 전혀 없다. 당신의 상상 속에서 미래를 그릴 수 있다는 사실은 실제로 그것이 가능하다는 증거가 되지 않는다. 반구형 도시, 수중 도시, 가장 높은 건물, 그리고 원자력을 이용한 자동차, 당신이 어렸을 때 상상했던 이 모든 주된 초현실적 공상의 산물들은 결코 도착점이 없다. 방향을 벗어난 처리 능력은 당신의 모든 문제를 멋지게 해결해주는 반도체가 아니다."

### 멜서스주의자들의 비판
기하급수적 성장이 무한히 지속되리라 예측하는 것은 착각이다. 성장을 뒷받침하는 자원이 언젠가 떨어지게 되어 있기 때문이다. 게다가 극도로 조밀한 연산 플랫폼을 가동할 수 있을 만한 에너지도 없고, 설령 있다 하더라도 그 연산 기기는 태양만큼 뜨거울 것이 분명하다.

토머스 멜서스가 18세기 그의 유명한 저서 「인구론」에서 비판한 바와 같이 멜서스주의자들은 특이점주의자들이 낙관적인 미래 발전을 믿는 것은 착각에 불과하다고 비판한다. 그들은 인구의 증가를 미덕으로 본 18세기 당시의 통념이 19세기 인구의 급증으로 빈곤의 가속화를 이끈 것과 같이 정보 엔트로피는 항상 증가하므로 특이점주의자들이 기대하는 폭발적인 급성장은 이루어질 수 없을 것이라고 설명한다. 다시 말해 특이점주의자들이 설명하는 기술적 특이점으로의 성장을 뒷받침 하기 위한 자원은 과도기에 다다를수록 부족해질 것이고, 결과적으로 사상의 지평선으로 넘어가기 위한 과도기 단계에는 자원의 부족으로 인해 성장이 멈추는 특이점의 역설이 발생할 것이라고 예측한다.

### 종교적 입장에서의 비판
신학자 겸 철학자 윌리엄 뎀스키는 신학적 입장에서 특이점을 비판한다. 그는 그의 책 「지적 설계」에서 인간의 지능과 기계를 동일시하는 태도를 이렇게 반박한다. "인간은 열망을 가지고 있다. 인간은 자유, 영생, 아름다운 전망을 갈망한다. 인간은 신 안에 거하지 않는 한 안식을 취하지 못 한다. 유물론자들이 당면하는 문제는 이런 열망들을 물질로 대체할 수 없다는 점이다." 그는 이러한 주장을 통해 인간의 지능이 기계와 같을 수 없다고 주장한다. 윌리엄 뎀스키와 같은 신학자들은 인간 역량을 설명하는 데는 영적인 무언가가 필요하며, 그것은 객관적 방법으로는 침투할 수 없는 영역이라고 말한다.
기계는 물리적 부품들의 구성, 역학, 관계로 완벽히 설명된다 … '기계는 물질 외적 요인들이 전혀 없는 것으로 정의된다 … 치환의 원칙을 동원해 살펴보는 게 의미 있다. 왜냐하면 기계는 실체적인 역사란 것을 갖지 못 하기 때문이다 … 기계는 역사를 전혀 모른다고 말해도 좋을 것이다. 기계의 역사는 잉여로 추가된 것에 불과하다. 얼마든지 다른 내용으로 붙여질 수도 있었던 부록에 불과하며, 어느 쪽이든 기계 자체가 달라지는 것은 아니다 … 기계는 저장된 내용을 불러낼 수 있거나 없거나 둘 중 하나다 … 만약 기계의 역사에 변용을 가하여 사실과 다른 사건(즉 실제 일어나지 않았던 사건)을 의미하는 정보로 바꿀 수 있다면, 그리고 기계가 그 정보를 불러낼 수 있다면, 기계 입장에서 그 사건들은 실제 일어났던 역사나 마찬가지이다.

신학자들은 종교적인 차원에서 특이점주의자들이 기술적 특이점에서 필수적인 요인이라고 설명하는 지능 폭발에 대해 부정적인 견해를 피력한다. 그들은 기계가 새로운 기계를 창조한다는 창발성을 부정할 뿐만 아니라 인간이나 과학이 창조와 관련된 신적 영역을 침범할 수 없다고 주장함으로써 트랜스휴머니즘, 인공생명을 비롯한 인공 창조물을 비판한다.

### 기술 실패율에서의 비판
제이론 라니어, 토머스 레이 등은 공통적으로 기술의 실패율이 높다고 지적하며 그것이 기하급수적 성장에 장애가 되리라 주장한다. 컴퓨터가 나날이 복잡해지면서 생각지도 못 할 사고를 일으킬 실패의 가능성을 말한다.
우리가 창조한 복잡한 구조물들은 심란할 정도로 높은 실패율을 보인다. 정지 궤도 위성이나 망원경, 우주 왕복선, 성간 탐사선, 펜티엄 칩, 컴퓨터 운영 체제, 이 모두는 일반적 접근법을 통해 우리가 얻을 수 있는 최대 효율 한계에 바짝 다가간 것으로 보인다... 현존하는 가장 복잡한 소프트웨어의 코드는 수천만 줄에 달한다. 현재로서는 수억 줄이나 수십억 줄 코드의 소프트웨어를 만들고 관리하기란 불가능할 것 같다.

### 강한 인공지능을 통한 특이점 비판
특이점주의자들이 가장 크게 지지하는 특이점 도래의 방식인 인공지능은 크게 인식론적 입장에서 기존부터 반박되어 왔다. 존 설과 휴버트 드라이퓌스는 인간의 두뇌와 기계의 두뇌는 본질적으로 다르며 이 두가지가 등치로 판단될 수 없다고 주장한다. 강한 인공지능에 대한 문제는 수많은 철학적 논쟁과 더불어 과연 인간의 지능이 계산기와 동일한 과정을 거치는지에 대한 의문점을 낳았다.

#### 존 설의중국어 방논변
중국어 방은 존 설이 튜링 테스트로 기계의 인공지능 여부를 판정할 수 없다고 논증하기 위해 고안한 사고실험이다. 존 설의 논문에 따르면 인공지능을 지배해 온 사상, 예를 들어 강한 인공지능의 기본사상인 '인간의 마음과 두뇌와의 관계가 컴퓨터의 프로그램과 하드웨어와의 관계와 같다'는 생각은 근본적으로 오류가 있다는 것이다. 중국어 방 논변은 바로 그 주장이 거짓임을 논박하기 위해 가상으로 가정된 상황이다. 1980년대 이후로 인공지능의 본성과 그 범위나 한계의 문제를 논의할 때마다 이 논변은 자주 언급되었는데 그 내용은 다음과 같다.
나는 강력한 AI를 반박하는 여러 논증들 중 가장 잘 알려진 것이 나의 중국어 방 논증이라고 믿는다 …(중략)… 인간의 인지 능력 중 일부, 가령 중국어를 이해하는 능력을 완벽하게 모방하는 프로그램을 가진 체계라 해도 중국어에 대해 이해하지는 못한다는 걸 보여주었기 때문이다. 상상해보자. 중국어를 전혀 이해하지 못하는 사람이 방에 갇혀 있다. 방 안에는 중국어 문자들이 적힌 카드들과 중국어로 된 질문에 답하도록 구성된 컴퓨터 프로그램이 있다. 그 방이라는 시스템에 중국어 문자로 된 질문을 입력한다. 그러면 질문에 대한 대답이 중국어 문자로 적힌 출력으로 나온다. 프로그램이 매우 뛰어나서 질문에 대한 답만 봐서는 진짜 중국인이 대답하는 것으로 착각할 정도라고 하자. 그러나 방 안에 있는 사람이나 시스템을 구성하는 어떤 부품도 중국어를 이해하지는 못한다는 것이 분명하다. 시스템 전체가 갖지 못 한 무언가를 프로그램된 컴퓨터가 갖고 있는 것도 아니다. 따라서 프로그램된 컴퓨터는 중국어를 이해하지 못한다. 프로그램은 순전히 형식론적이거나 구문론적인 반면 인간의 마음은 정신적이거나 의미론적인 내용을 담고 있다. 컴퓨터 프로그램으로만 마음을 모방하려는 시도는 마음의 본질적 특성을 놓치고 있는 셈이다.

존 설의 중국어 방 논변은 50년대 이래로 인공지능 분야에서 지능을 판가름하는 기준으로서 널리 채용해 온 튜링 테스트에 대한 반증 논변으로 간주되어 왔다. 지능이 무엇이냐고 하는 추상적인 논의는 끝없이 반복되기 때문에 지능의 실제적 기준을 제시하기 위해 어떤 시스템이 지능을 가졌는지의 여부를 검사할 수 있는 가설을 고안해 냈던 것이다. 튜링 테스트는 지능을 행위에 의해 규정하려는 행동주의를 기본사상으로 하고 있으며 이에 의거하여 생각하는 컴퓨터의 출현이 가능하다는 이른 바 강한 인공지능을 지지한다. 이에 반해 존 설의 중국어 방 논변에 의하면 디지털 컴퓨터는 형식적이고 구문론적이기 때문에 기술이 아무리 발전해도 심리적 과정이라는 의미론적 내용을 지닌 지능의 일을 해낼 수 없다는 것이다. 중국어 방 사람이 제 아무리 중국어로 해답을 잘 해낸다고 하더라도 규정을 다루는 절차만 익힌 그가 중국어를 이해하고 있다고는 할 수 없기 때문이다.

즉 존 설이 중국어 방 사고실험을 통해서 보이고자 하는 것은 이와 같이 요약된다.
당신이 형식적 컴퓨터 프로그램을 작동함으로써,밖에 있는 관찰자가 보기에, 마치 중국어를 정확하게 이해한 것처럼 기호처리를 잘하지만 실상 당신이 중국어를 한 자도 이해하지 못하고 있다는 점에서는 아무것도 달라진 것이 없다는 것이다. 그러므로 중국어 이해에 적절한 컴퓨터 프로그램의 수행이 당신에게 중국어를 이해시키는데 충분하지 못하다면, 그것은 다른 어떤 디지털 컴퓨터에게 중국어를 이해하도록 하는 데에도 충분하지 않다.

이 주장은 디지털 컴퓨터 프로그램이 아무리 발달한다고 해도 그것은 형식적이고 구문론적이므로 의미론을 포함하는 인간의 마음과 같이 될 수 없음을 함축한다. 따라서 강한 인공지능은 잘못된 것임을 말한다.

#### 드라이퓌스의 인공지능 비판
휴버트 드라이퓌스는 인공지능을 포함한 인지과학의 주제와 관련하여 연구하고 있는 대표적인 인공지능 비판 철학자이다. 특히 그의 <컴퓨터가 할 수 없는 것>은 인공지능 분야에서 많은 논쟁을 불러 일으켰는데, 여기서 그는 후설의 현상학과 이를 계승한 하이데거의 실존주의적 현상학의 논의에 기반한 비판적 시각을 토대로 인공지능의 기본적인 전제들과 전문가 시스템에 대한 비판을 수행한다. 또한 인공지능을 퇴행성 연구 프로그램이라고 전폭적으로 부정하는 태도를 취했으며, 결국 컴퓨터가 궁극적으로 인간처럼 생각할 수 없으리라 주장하고 인공지능 연구는 완전한 성공을 거둘 수 없으리라 예측한다.
인공지능이 인간의 기호 조작의 형식을 모방하는 컴퓨터 프로그램을 제시함으로써 시작되었으나, 휴버트 드라이퓌스는 이 초기 연구를 중요하지 않은 것으로 평가한다. 1970년대에 이르러 소규모 세계에 관한 연구들이 어느 정도 성공하자 이 분야의 박사학위논문, 잡지, 심포지엄, 단행본 등이 급증했고 마빈 민스키와 같은 학자들은 인공지능을 창조하는 문제가 한 세대 안에 해결될 것으로 낙천적인 예측을 했다. 그러나, 그는 '어린아이의 이야기 이해 프로그램', '상식적 지식의 정식화', '인간이해에 있어서 이미지와 프로토타이프' 등의 문제에서 예상했던 것보다 훨씬 더 큰 난관에 봉착했다고 평가한다.
휴버트 드라이퓌스의 현상학적 인공지능 비판
휴버트 드라이퓌스는 인간의 행위는 인공지능 연구자들이 말하는 것처럼 형식화될 수 없으며 행위는 그것이 속한 맥락 안에서만 의미를 가지며, 따라서 일상에서의 행위를 맥락으로부터 떼어내어 객관화, 형식화시킨다는 것은 불가능하다고 말한다. 이러한 현상학적 시각에 기반하여 그는 인공지능이 왜 궁극적으로 불가능한지의 이유를 구체적으로 제시한다. 그 이유는 다음과 같다.
- 기계는 신체를 갖고 있지 않다. : 휴버트 드라이퓌스는 신체를 갖는 인간과 신체를 갖지 않은 기계의 차이는 '숙련적 지식'에서 극명하게 드러난다고 말한다. 그는 인간은 어떤 규칙에 의존하여 숙련적 행위를 하는 것이 아니라고 주장한다.

숙련에 대해 중요한 사실은 과학이 숙련적 행위를 규칙에 의해 서술할 것을 요청함에도 불구하고 이러한 규칙은 (숙련된) 행위를 산출하는데 결코 개입될 필요가 없다는 것이다.

즉, 우리가 숙련적 행위를 규칙으로 묘사할 수 있다고 할지라도 실제로 우리가 숙련적 행위를 할 때에는 규칙을 사용하지 않는다는 것을 의미한다.
- 기계는 상황지워지지(situated) 않았다.

우리는 경험 영역에서 중요한 내용들에 몰두할 수 있다. 왜냐하면 이 영역은 우리에게 모호하지 않고 우리의 이해관계와 우리의 능력에 의해 만들어지기 때문이다. ... 우리는 우리의 이해관계를 통해 이 영역을 창조하기 때문에 오직 가능하게 적절한 사실들만이 나타날 수 있다. 즉, 적절함은 이미 만들어져 있다. 

인간은 자신의 목적과 관심을 통해 이미 구조화된 세계에서 살고 있으므로 무엇을 선택하고 무시해야 하는지를 이미 알고 있다는 것을 의미한다. 인간이 적절하게 행위할 수 있는 이유는 바로 이처럼 상황에 처해있기 때문이다. 하지만 기계는 인간과 같이 상황에 처해져 있는 존재가 아니다. 그는 바로 이러한 이유로 컴퓨터는 무엇이 적절한지에 대해 판단을 내릴 수 없다고 지적하고, 따라서 인간의 지적 활동을 모의할 수 없다고 주장한다.
- 기계는 인간과 같은 욕구를 갖고 있지 않다. : 휴버트 드라이퓌스는 기계에 목적을 입력하는 것과 인간이 욕구를 가지는 것은 전혀 다른 종류의 문제라고 지적한다. 기계의 목적은 문제의 해결을 위한 것이며, 일단 문제가 해결되면 목적이 해야할 역할은 더 이상 없다. 하지만 인간의 욕구는 단지 만족하는 데에서 그치지 않는다. 그는 인간의 욕구는 지속적 명확화를 통해 변화하는 것이라고 주장한다.

그는 인간의 욕구가 기계의 목적과 달리 끊임없이 변화한다는 점을 강조한다. 변화하는 인간의 욕구는 기계의 목적처럼 사전에 목록으로 저장할 수 없다고 말하며 결국 컴퓨터가 인간처럼 사고할 수 없는 이유는 바로 컴퓨터가 끊임없이 변화하는 인간의 욕구를 고정된 사실과 규칙으로 표현할 수 없다는 데 있다고 주장한다. 결국, 그는 인공지능 연구가 아무리 발전한다고 할지라도 인간의 세계 이해를 컴퓨터는 결코 모의할 수 없다고 주장한다.
휴버트 드라이퓌스의 기술 습득의 5단계
휴버트 드라이퓌스는 표현불가능한 배경규범이나 지식을 논거로 하여, 컴퓨터가 인간과 같은 지적 행동을 할 수 없다는 근거를 제시할 뿐 아니라, 이를 다시금 입증하기 위해 인간의 기술습득의 5단계를 제시한다. 이 논거는 소크라테스 이래로 오늘날 전문가 시스템(expert system)의 사상에 이르기까지 2000여 년 동안 서구 철학을 지배해온 인식 근거에 대한 도전이기도 하다. 그는 "컴퓨터는 전문가의 일을 결코 할 수 없다"는 견해를 밝히기 위해 <기술 습득의 5단계.>를 구분하고 각 단계의 특성을 상세히 지적한다.
기술습득의 1단계 : 1단계의 사람은 완전 초보자(novice)로 호칭된다. 완전 초보자는 대체로 이 분야의 경험이 없으므로 가르침을 통해 기술을 습득하게 되는데, 마치 컴퓨터가 프로그램에 따라 작동하듯이, 기술에 적합한 객관적 사실들과 특성들을 배우고 무엇을 어떻게 해야 한다는 규칙들을 익힌다. 완전 초보자의 심리 과정은 분명한 규칙들과 맥락자유의 요소들만을 고려하므로 디지털 컴퓨터가 쉽게 모방할 수 있다.

2단계는 상급 초보자(advanced beginner)의 단계이다. 실제 상황에 맞는 경험을 어느 정도 얻었기 때문에 그는 그 상황에 추가되어야 할 의미있는 요인들의 뚜렷한 사례들을 기록한다. 구체적 사례들로부터 상황 의존적인 특성들을 배우는 능력은 사람에게는 쉬우나 컴퓨터에게는 불가능한 것으로 평가된다.

3단계는 유능한 실행자(competence)로 지적된다. 경험이 증가됨에 따라 구체적 상황들에서 나타나는 특성과 관점, 의사결정의 절차를 배운다. 유능한 실행자는 계획을 선택하기 위해 고심한 후에 행위를 하므로, 그 선택의 결과에 대해서도 정서적으로 느끼는 바가 있고 개인적으로 책임을 느끼게 된다. 그리하여 성공한 것들은 생생히 기억하고 실패한 것들도 쉽게 잊을 수 없다.

4단계는 숙련 기술자(proficient)의 차례이다. 초보자들은 단순히 규칙들만을 따르고 유능한 실행자는 각종 대안들을 음미한 연후에 성취할 목표와 계획을 의식적으로 선택한다. 그러나 능숙한 기술자는 대체로 그의 과제에 몰두해 있으며 근래에 사태를 다루어온 결과로 얻은 특정한 시각을 갖고서 과제를 관찰한다.

끝으로 전문가(expert)의 단계이다. 전문가는 상황적인 이해가 마음에 솟구칠 뿐 아니라 적절한 행위들도 연상한다. 전문가는 고장났을 경우를 제외하고는 절차에 대해 의식적으로 알려고 하지 않고도 이해하고 행동하며 결과들로부터 배운다.

과연 인공지능은 어디까지 나아가 있으며, 인공지능은 과연 신체화된 인간의 능력을 넘어설 수 있는가, 손쉬운 예로 인터넷의 검색 시스템에서 인공지능이 어느 정도 효과를 발휘할 수 있는가를 정보 검색과 하이퍼링크를 논하면서 인공지능의 현실적 가능성을 검토한다. 현재까지의 연구에서 인공지능은 결코 신체에 기반하는 인간의 상식을 이해할 수 없으며, 어떤 알고리즘 과정도 신체화된 인간의 모든 것을 재생할 수는 없다. 하나의 예로서 그는 정보검색체계가 인간의 상식을 얼마나 잘 이해할 수 있는가를 든다. 예를 들면 조지 워싱턴이 몇년도에 국회의사당에 있었다는 말에서 신체를 가진 우리는 조지 워싱턴의 왼발이나 오른 발도 그 때 국회에 있었다는 것을 알지만, 컴퓨터는 우리가 그것을 입력해주지 않는 이상 이를 인식하지 못한다. 그리고 그가 예컨대 40년에 죽었다는 표현은 41년, 42년에도 계속 죽어 있는 것이라는 것, 이런 것들은 너무나 명확해서 조직화할 필요도 없는 것이지만, 컴퓨터는 이를 인식하지 못한다. 또 하나의 예로 컴퓨터가 “휴식”이라는 말을 인식하도록 만들기 위해 우리는 휴식과 관련된 모든 개별적 상황을 입력해주어야 한다. 따라서 정보 검색 체계에 신체화된 우리의 상식을 모두 입력하는 것은 거의 불가능에 가깝다. 이는 인간의 신체, 관련성을 인지하고, 분류하는 인간이 배제된다면, 그 모든 것은 불가능하다는 것을 의미한다. 그에 의하면 언어를 이해하기 위해서는 광범위한 상식적 배경 지식이 전제되어야 한다. 하지만, 인지과학은 모든 지식이 우리 두뇌 속에서 표상으로 부호화될 수 있다고 주장한다. 하지만 상식적 배경지식은 이런식으로 부호화될 수 없다.

그는 컴퓨터가 기계론적으로 가지는 지적 기능은 인간 기능 획득의 초기 단계에서는 인간의 지적 기능보다 우수할 수도 있지만 5단계 이후는 결코 도달할 수 없다고 말하고 있다. 인간과 컴퓨터의 이러한 기능 차이는 어디에서 유래하는가? 그것을 그는 메를로 퐁티를 따라 신체라고 주장한다. 즉 인간을 지식 기계와 구분 짓는 것은 이성적 판단을 내릴 수 있는 인간의 정신이 아니라, 상황적이고 물질적 신체이며 신체화된 존재만이 교육에서 몰입을 가속화시키고, 강의실 분위기를 공유할 수 있으며 필요한 견습을 가능하게 한다. 그러나 현실에서 수반되는 견습과 모방의 필요성, 몰입, 현존이 없다면, 우리는 기능을 획득할 수 없다고 말한다.
휴버트 드라이퓌스는 <기술 습득의 5단계>를 통해 '전문가의 전문성이 반드시 추론을 포함한다'는 전통적인 생각이 잘못되었다고 지적한다. 이 논지는 현대 인공지능에서 전문가 시스템의 지식 공학을 설계하는 자들이 그런 편견에 사로잡혀 있다는 말이다. 누구든지 자기의 기술을 충분히 설명할 수 있다고 생각하는 사람은 전문가적인 이해를 하지 못한 것이므로, 이런 의미에서 전문가와 같은 전문가 시스템의 설계는 불가능하며, 즉 이는 전문가 시스템을 구성하려는 인공지능이 성공할 수 없다는 휴버트 드라이퓌스의 주장이다.

## 같이 보기
- 4차 산업혁명(4IR)
- 미래학
- 인공신경망(ANN)
- 트랜스휴머니즘
- 인공지능(AI)
- 무어의 법칙
- TRIZ
- 사이버네틱스
- 포스트 휴먼
- 수퍼인텔리전스(en:Superintelligence, 초지능)
- 오메가 포인트(영어판)
  - 지능폭발(영어판)
  - 원시반본(原始反本)